# Steinheim am Albuch
Steinheim am Albuch – miejscowość i gmina w Niemczech, w kraju związkowym Badenia-Wirtembergia, w rejencji Stuttgart, w regionie Ostwürttemberg, w powiecie Heidenheim. Leży w Jurze Szwabskiej, nad rzeką Brenz, ok. 7 km na wschód od Heidenheim an der Brenz.